# Université d'État de médecine de Tver
L'université d'État de médecine de Tver (Тверской государственный медицинский университет) est un établissement d'enseignement supérieur spécialisé en études de médecine situé à Tver en Russie. 

## Histoire
En 1920, l'institut de médecine dentaire publique est fondé à Petrograd. En 1927, il est transformé en institut dentaire scientifique et pratique de Léningrad et en 1935 en institut dentaire de Léningrad. En 1954, il est transféré dans la ville de Kalinine (Tver aujourd'hui), et l'académie médicale d'État de Tver est née sur sa base. En mars 2015, l'académie devient une université.

## Études
D'après le portail de  l'« enseignement russe », l'université comptait en 2011 un nombre de 2 636 étudiants plus 304 étudiants par correspondance. L'université prépare les étudiants selon les spécialités suivantes: medecine générale, pédiatrie, stomatologie, pharmacie, soins infirmiers.

## Relations internationales
L'université est en relation avec de nombreuses institutions éducatives et scientifiques de pays étrangers, ainsi qu'avec des organisations internationales. Les progrès les plus significatifs ont été réalisés dans les domaines suivants: 
- organisation du centre éducatif-scientifique-pratique russo-allemand pour la chirurgie endoscopique (département de chirurgie hospitalière);
- création d'un centre russo-allemand pour les technologies innovantes modernes en ophtalmologie (département des maladies oculaires);
- création avec des collègues allemands du laboratoire de génétique moléculaire (département de pathologie générale) ;
- programme scientifique russo-allemand dans le domaine de la cardiologie pédiatrique (département de pédiatrie, faculté de pédiatrie);
- ouverture d'un bureau de représentation de TSMA à l'université de la Sarre (Allemagne) ;
- projet commun avec le centre médical Baicon (USA) pour créer une division d'implantologie dentaire.

Parmi les organisations étrangères avec lesquelles l'université de médecine de Tver entretient des partenariats figurent: l'université de la Sarre (Allemagne), l'université de Vadodara (Inde), l'académie de médecine de Lublin (Pologne), le centre russe pour l'éducation internationale (Inde), le centre éducatif russe (Sri-Lanka), Baicon Medical Center (USA).
La formation de médecins spécialistes pour les pays étrangers fait partie intégrante de l'activité internationale de l'université de médecine de Tver. Depuis 1962, des étudiants, des résidents, des étudiants diplômés et des spécialistes cliniques de 56 pays du monde étudient à l'université de médecine de Tver. Actuellement, environ un quart de tous les étudiants de cette université sont des citoyens étrangers. Depuis 2001, l'enseignement leur est dispensé en anglais.

## Architecture
Le bâtiment administratif (2-6 rue Sovietskaïa), qui est le plus ancien de l'université, appartenait autrefois au lycée impérial de garçons n° 2, construit entre 1844 et 1859 par Karl Heidenreich. Il se trouve en face du palais d'étape de Tver et répète comme en miroir sa composition architecturale. 